# Acantharachne seydeli
Acantharachne seydeli là một loài nhện trong họ Araneidae.
Loài này thuộc chi Acantharachne. Acantharachne seydeli được miêu tả năm 1935 bởi Giltay.